# Sint-Antoniuskerk (Donk)

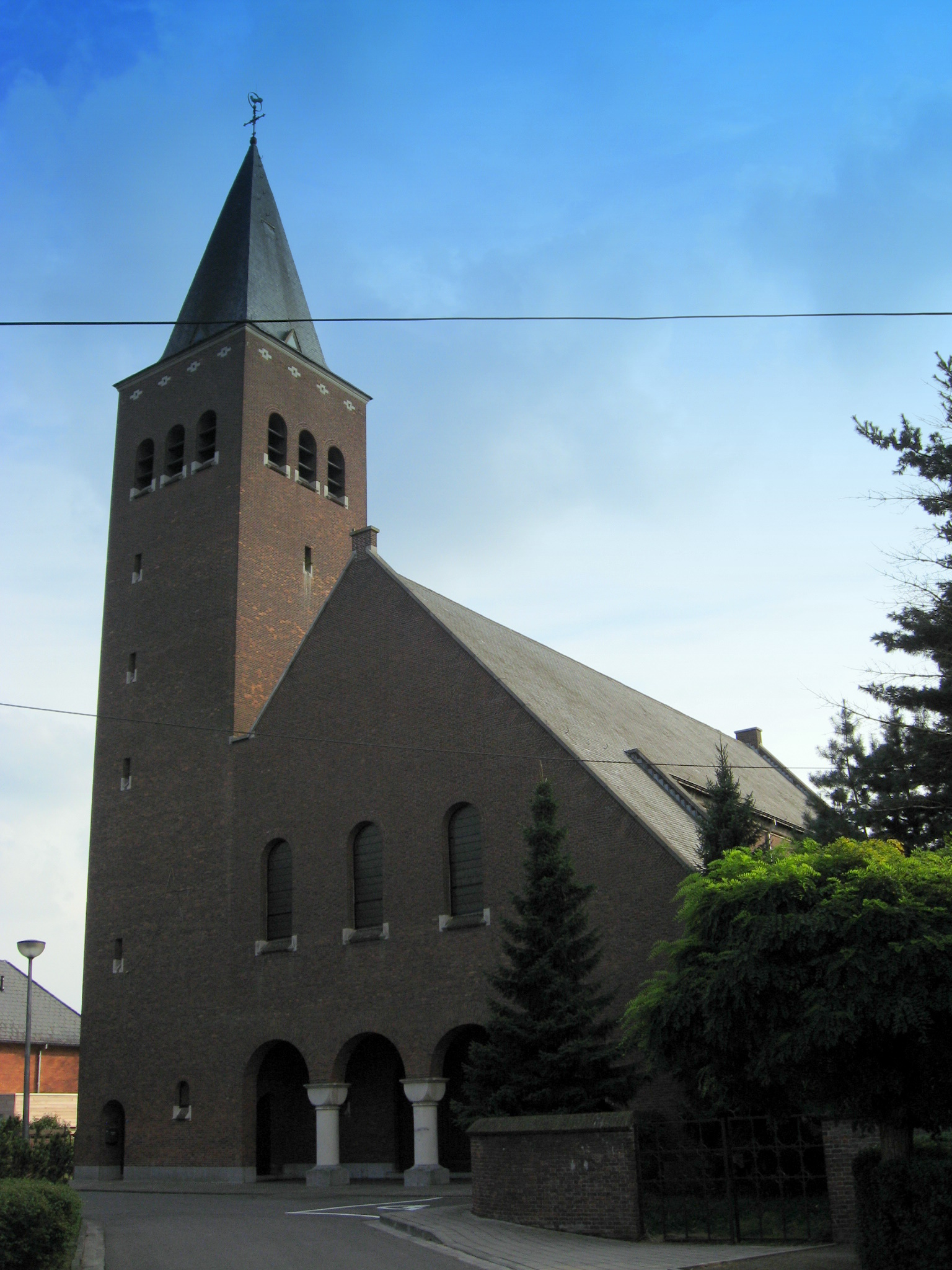
Sint-Antoniuskerk

De Sint-Antoniuskerk is de voormalige parochiekerk van de tot de Antwerpse gemeente Mol behorende plaats Donk, gelegen aan de Sint-Antoniusstraat 2A.

## Geschiedenis
In Donk nam de bevolking sterk toe vanwege de vestiging van industrie. In 1933 werd, vanuit de Sint-Apolloniaparochie van Achterbos een kapelanie gesticht. Van 1948-1949 werd een kerk gebouwd naar ontwerp van René Joseph Van Steenbergen.
In 2016 werd de kerk onttrokken aan de eredienst, nadat in 2010 reeds de basisschool sloot en in 2019-2020 werd de kerk gerestaureerd en verbouwd tot een gemeenschapshuis met de naam Den Donk.

## Gebouw
Het betreft een naar het zuidwesten georiënteerd basilicaal kerkgebouw in een sobere stijl met neoromaanse elementen. De vlakopgaande toren op vierkante plattegrond is in het zuidoosten naast de voorgevel aangebouwd. Het koor is halfcirkelvormig afgesloten.